# 大橋のぞみ
大橋 のぞみ（おおはし のぞみ、1999年（平成11年）5月9日 - ）は、セントラル子供劇団に所属していた元子役・元タレント。

## 略歴
東京都出身。2002年の3歳の時に再現ドラマの仕事で子役デビュー。2004年には『人間の証明』でドラマデビューを果たした。2007年12月5日に、映画『崖の上のポニョ』の主題歌で歌手デビューを果たす。2008年12月31日に行われた『第59回NHK紅白歌合戦』で「藤岡藤巻と大橋のぞみ」として出場、これは9歳237日で当時の史上最年少出場であり、それまでの河野ヨシユキの11歳310日という記録を54年ぶりに更新した。番組の開幕宣言において、「切手のないおくりもの」を歌った。本番での歌唱を終えた後、楽屋でユニットの解散宣言をした。
2009年4月には関西テレビ制作・フジテレビ系ドラマ『白い春』で連続ドラマに初出演した。同一クールで日本テレビのテレビドラマ『ザ・クイズショウ』にも掛け持ちで出演した。子役のゴールデンタイムの連続ドラマにおける掛け持ち出演は異例。同年12月31日の『第60回NHK紅白歌合戦』では企画コーナー「こども紅白歌合戦」の枠として「ノンちゃん雲に乗る」「崖の上のポニョ（大橋のぞみバージョン）」をメドレーで歌った。
2012年3月末、学業優先を理由に芸能界を引退。
引退後の消息については長らく伝えられなかったが、「藤岡藤巻」の藤巻直哉によれば「大橋の引退後も度々は連絡を取っている」とのことで、藤巻が2023年6月に日刊ゲンダイのインタビューに応えた際に「（大橋は）2022年春に大学を卒業し、福祉関係の仕事に就いている」ことを語っている。
2025年7月9日にテレビ東京系列で放送された「テレ東音楽祭2025〜夏〜」にて、ゲスト出演した「藤岡藤巻」に宛てて寄越した手紙が披露され、進行役の田中瞳が「藤岡さん、藤巻さん、お久しぶりです。26歳になったのぞみです」と読み上げ代読した。そして「藤岡藤巻」がステージに立ち『崖の上のポニョ』の前奏が流れ始めると、二人の中央に当時の赤色のワンピースを着た小学生の頃の大橋のぞみが”合成映像”で浮かび上がり、当時の大橋の歌声と合わせて3人での歌唱が再現された。

## 作品

### シングル
- 崖の上のポニョ（2007年12月5日、ヤマハミュージックコミュニケーションズ） - 「藤岡藤巻と大橋のぞみ」名義、宮崎駿監督映画『崖の上のポニョ』主題歌
- パンダのゆめ（2011年7月27日、ポニーキャニオン）上野動物園・上野観光連盟公認ソング

### アルバム
- 崖の上のポニョイメージアルバム『ポニョの子守唄』
- ノンちゃん雲に乗る（2008年12月24日、ヤマハミュージックコミュニケーションズ）

## 出演

### テレビドラマ
- ザ!世界仰天ニュース（2002年、日本テレビ）※再現ドラマでの出演
- 人間の証明（2004年、フジテレビ） - 女の子 役
- 世にも奇妙な物語 あなたの物語（2005年、フジテレビ） - 石川真美（幼少） 役
- 金曜エンタテイメント 園長先生は名探偵（2006年、フジテレビ） - 林田茜 役
- 翼の折れた天使たち スロット（2006年、フジテレビ） - 下條涼子（幼少） 役
- 獣拳戦隊ゲキレンジャー 第1話（2007年、テレビ朝日） - 少女 役
- ほんとにあった怖い話 憑かれた山（2009年2月3日、フジテレビ） - 主演・二ノ宮恵里菜 役
- 白い春（2009年4月 - 6月、関西テレビ） - ヒロイン・村上さち 役
- ザ・クイズショウ（2009年4月 - 6月、日本テレビ） - 冴島美野里 役
- フジテレビ開局50周年記念特別番組 探そう!ニッポン人の忘れもの第2夜“家族”の忘れもの ハッピーバースデー（2009年11月、フジテレビ） - 藤原あすか 役
- ハガネの女（2010年5月 - 7月、テレビ朝日） - 中野愛梨 役
- 宇宙犬作戦 （2010年7月16日、テレビ東京） - ライカ 役 ※友情出演
- 獣医ドリトル（2010年10月24日・31日、TBS） - マユ 役
- ハガネの女 season2（2011年4月 - 6月、テレビ朝日） - 中野愛梨 役
- ドン★キホーテ 第9話（2011年9月10日、日本テレビ） - 村松千佳 役
- 相棒 season10 第10話（2012年1月1日、テレビ朝日） - 島村加奈 役

### 映画
- いぬのえいが（2005年） - 美香（幼少） 役
- ルナハイツ（2005年） - 岸辺あんな 役
- ルナハイツ2（2006年） - 岸辺あんな 役
- しあわせのパン（2012年） - モノローグの少女 役（声の出演）

### テレビアニメ
- チェブラーシカ あれれ?（2009年10月7日 - 、テレビ東京） - チェブラーシカ 役

### 劇場アニメ
- 崖の上のポニョ（2008年） - カレン 役
- 名探偵コナン 天空の難破船（2010年） - 川口聡 役[6]

### 人形劇
- チェブラーシカ（2010年） - チェブラーシカ 役

### 音楽番組
- MUSIC JAPAN（2008年1月19日・12月5日・2009年1月23日・3月25日・2011年8月14日、NHK総合）
- ひらけ!魔法の扉〜いっしょに歌おう夢のうた〜（2008年5月5日・6月15日、NHK総合）
- ミュージックステーション（2008年8月1日・8月15日・12月26日、テレビ朝日）
- 久石譲in武道館〜ナウシカからポニョまで・宮崎アニメと共に歩んだ25年間〜（2008年8月31日・9月23日・11月8日・12月29日・2009年1月2日・11月17日、NHK総合・BS2・BShi）
- うたばん（2008年9月4日・2009年1月15日、TBS）
- ミュージックフェア（2008年9月20日・9月27日・12月27日・2009年2月7日・4月4日、フジテレビ）
- HEY!HEY!HEY! MUSIC CHAMP（2008年9月29日・10月13日、フジテレビ）
- ベストヒット歌謡祭（2008年11月27日、ytv）
- FNS歌謡祭（2008年12月3日、フジテレビ）
- 1億3000万人が選ぶ!ベストアーティスト（2008年12月16日、日本テレビ）
- 第50回日本レコード大賞（2008年12月30日、TBS）
- 第59回NHK紅白歌合戦（2008年12月31日、NHK）紅組で出演
- Perfume 20歳の挑戦〜Dream Fighter（2009年1月17日、BShi）
- 誰も知らない泣ける歌（2009年2月10日・2月24日、日本テレビ）
- 春うた（2009年3月25日・4月5日、NHK総合）
- 魁!音楽番付（2009年4月8日・4月22日、フジテレビ）
- 第60回NHK紅白歌合戦（2009年12月31日、NHK）応援ゲストで出演
- 1番ソングSHOW（2011年10月19日、日本テレビ）
- 人生が変わる1分間の深イイ話 (2012年3月19日、日本テレビ) [注 2]

### 放送(音楽番組以外での歌唱)
- オジサンズ11（2007年12月3日、日本テレビ）崖の上のポニョ(歌)テレビ初披露
- ズームイン!!SUPER（2008年7月18日、日本テレビ）
- 金曜ロードショー ポニョスペシャル（2010年2月5日、日本テレビ）
- 24時間テレビ(2010年8月29日、日本テレビ)

### VP
- ベネッセこどもちゃれんじ『ミュージックビデオ』

### PV
- 松たか子「明かりの灯る方へ」（2006年）
- 藤岡藤巻と大橋のぞみ「崖の上のポニョ」（2007年）
- EXILE「FIREWORKS」（2009年）

### 雑誌
- 小学館『めばえ 増刊号』
- マガジンハウス『Casa BRUTUS』
- 小学館『小学三年生 2月号』
- 小学館『小学四年生 4月号、8月号』
- マイファーストビック 名探偵コナン
- 角川マーケティング『ザテレビジョン2009年3月18日号・4月1日号』4月1日号〜連載『まるごとのんちゃん』
- 学研『TV LIFE 2009年4月1日号 2008年お正月特大号』
- 角川マーケティング『ファミリーウォーカー 2009年4月』（表紙）
- マガジンハウス『an・an 2009年4月1665号』
- 朝日新聞出版『Jヌード 2009年4月16日号』
- リクルート『Town Market TV 2009年4月18日号』
- 角川マーケティング『東京ウォーカー 2009年4月24日号』
- ぴあ『TVぴあ 2009年4月28日発売号』
- 主婦と生活社『週刊女性 2009年4月28日号』
- 白夜書房『Audition 2009年5月号』
- 東京ニュース通信社『TVガイド 2009年5月8日号 6月19日号 2010年2月3日号』
- 角川マーケティング『月刊ザテレビジョン 2009年6月号』
- 白夜書房『Audition 2009年6月号』
- 日経BP社『マイネットワーク 2009年6月号』（表紙）
- 光文社『女性自身2009年6月30日号』
- マガジンハウス『BRUTUS 2009年7月1日号』
- 集英社『Myojo 2009年7月号』
- 小学館『小学三年生2009年10月号』
- 小学館『ぷっちぐみ2009年10月号』
- 小学館『おひさま2009年11月号』
- 小学館『ベビーブック2009年11月号』
- 小学館『めばえ2009年11月号』
- 小学館『幼稚園2009年11月号』
- 角川マーケティング『週刊ザテレビジョンお正月特大号2010年』
- フリーマガジン『メトロミニッツ2010年1月号』
- 小学館『小学三年生2010年2月号』
- 小学館『小学四年生2010年2月号』
- 小学館『小学四年生2010年3月号』
- 『ecocolo2010年48号』
- 小学館『ぷっちぐみ2010年5月号』
- 竹書房『まんがライフ2010年7月号』
- ロッキング・オン『H106号』2010年9月
- 文藝春秋『CREA Dog vol.3』2010年10月
- 東京ニュース通信社『スカパー!TVガイド 2010年12月号』
- 東京ニュース通信社『スカパー!E2ガイド 2010年12月号』
- 『JCNケーブルテレビマガジン』2010年11月
- 『イッツコム』2010年11月
- 白夜書房『Audition 1月号』

### 新聞
- 日刊スポーツ新聞社『日曜日のヒロイン 2008年11月30日号』
- 産経新聞社『TV CLIP 2009年4月12日号』
- 産経新聞社夕刊フジ『クローズアップ2009 2009年5月25日号
- 「朝日新聞 夕刊（東京本社版）2010年2月6日号」

### スチール
- 首都高速道路 大橋ジャンクション架設工事イメージキャラクター（2008年）
- マダガスカル2（2009年）
- ダスキン（2009年）
- 警視庁「自転車交通安全運動」（2009年）
- サンリオ「シュガーバニーズ」応援大使（2010年）
- 建設業労働災害防止協会（厚生労働省）「全国労働衛生週間」（2010年）
- うえのパンダ歓迎大使（2011年）
- 第1回「瀬戸内国際こども映画祭」親善大使（2011年）

### ファッションショー
- Reebok

### WEB
- 環境省 Re-style

### CM
- 日立 きらりUV 輝 蛍光灯（2007年）
- コスモ石油 コスモザカード -星に名前を篇-（2007年）
- 日本マクドナルド グラコロ（2008年）CMソングの歌唱を担当[7]
- マダガスカル2（2009年）応援委員長として出演
- 日本食研 野菜炒め作り（2009年）
- 日本科学未来館 「お化け屋敷で科学する」広告（2009年）
- JAバンク「東海圏JAサマーバンクキャンペーン」（2009年）
- GReeeeN アルバム「塩、コショウ」（2009年）
- ハシモト「フィットちゃんランドセル」（2009年・2011年）
- 北海道国民健康保険団体連合会「特定検診告知」（2009年）
- カルビー「掘りだすぞ？、自然の力だぜ、カルビー大収穫祭」キャンペーン（2009年）ベッキー・小泉孝太郎と共演
- 明星食品「チャルメラ」チャルメラ「リコーダー編」（2009年）
- カルビー「ポテトチップスコンソメパンチ 元気ロック篇」（2009年）
- 任天堂「New スーパーマリオブラザーズ Wii」（2009年）
- 首都高速道路東京SMOOTH「中央環状線山手トンネル開通予告」（2010年）
- 日本科学未来館 「お化け屋敷で科学する2」広告（2010年）
- カルビー「ポテトチップス ポテトチップス・ラブ体操篇」（2010年）
- ダスキン ドリンクサービス「ダスキンの天然水」（2010年・2011年）
- ハシモト「プレミアムフィットちゃんランドセル」（2010年）
- ファミリーマート「ファミマのフライドチキン」（2010年）
- 大橋のぞみあの子に告白2010！試してみても、出来るかな。（2010年）
- 東洋エクステリア（現・LIXIL）「ガーデンルームキャンペーン」（2010年・2011年）

## イベント
2008年
- 「スタジオジブリ・レイアウト展」（東京都現代美術館）にて来場者が10万人を突破した日、『崖の上のポニョ』の主人公ポニョの声を担当した奈良柚莉愛とともに1日館長を務めた。（9月19日）
- クライマックスシリーズのセカンドステージ第1戦、読売ジャイアンツ対中日ドラゴンズ（東京ドーム）の始球式（10月22日）とても素人とは思えない、見事な投球フォームであると一部インターネット上で話題になる。
- 早稲田祭 - 早稲田大学放送研究会 (WHK) のイベント企画「WHK×ジブリ」のシークレットゲスト（11月3日）
- 三鷹の森ジブリ美術館クリスマスツリー点灯式（11月26日）

2009年
- ユニット「藤岡藤巻と大橋のぞみ」の日本での解散後、初の海外イベントとして台湾の新光三越信義店にて「崖の上のポニョ展」除幕式に出席。ミニコンサートとサイン会を行った。（1月11日）
- 映画『マダガスカル2』の特別親子試写会（於「スペースFS汐留ホール」）にマダガスカル2応援委員長として出席。舞台挨拶を行い、主人公アレックスにバレンタインチョコレートを手渡した。（2月11日）
- 首都高速・大黒パーキングエリアにて開催の「首都高エコ・ロマンティックパーキング2009」にゲスト出演。（10月17日）

2010年
- 映画『名探偵コナン 天空の難破船』の完成披露試写会（於「日経ホール」）に出席。舞台挨拶を行った。（4月4日）
- 映画『名探偵コナン天空の難破船』の公開記念イベント「飛行船『名探偵コナン』号就航式」（於「晴海ふ頭」）に出席。テープカットを行った。（4月10日）
- セントラル・リーグ公式戦4回戦〜コナンナイター、読売ジャイアンツ対阪神タイガース（東京ドーム）の始球式。（4月13日）
- 映画『名探偵コナン 天空の難破船』の初日舞台挨拶（於「有楽座」）に出席。舞台挨拶を行った。（4月17日）
- 「第6回小学生パティシエ選手権」（決勝大会）（東京〜ル・コルドン・ブルー代官山校）に応援ゲストとして応援キャラクターの「シュガーバニーズ」とともに出席。（8月21日）
- 「第23回東京国際映画祭」オープニングイベント〜グリーンカーペットに映画『チェブラーシカ』（特別招待作品）着ぐるみのチェブラーシカ、原作者のエドゥアルド・ウスペンスキー夫妻と同時上映映画『くまのがっこう』のジャッキー役の松浦愛弓、着ぐるみのジャッキーとともに、グリーンカーペットに登壇した。（10月23日）（東京 六本木ヒルズけやき坂）
- 「第23回東京国際映画祭」映画『チェブラーシカ』（特別招待作品）上映会に、同時上映映画『くまのがっこう』のジャッキー役の松浦愛弓とともに出席。舞台挨拶を行った。（10月27日）（東京 TOHOシネマズ 六本木ヒルズscreen2）
- アニメ映画「チェブラーシカ」（中村誠監督、日本では12月18日公開）がロシア・モスクワの劇場で上映され、ロシア語で舞台あいさつを行った。（11月17日）

2011年
- 東京・上野動物園の「うえのパンダ歓迎大使任命式」に出席。「ジャイアントパンダ保護サポート基金」のパンダ型募金箱に小銭入れからお小遣い300円を募金した。(2月26日)（東京・上野動物園 西園・動物園ステージ）
- 「瀬戸内国際こども映画祭2011」（8月20日 - 28日）の開催発表会見に親善大使として出席。「こども夢宣言」を行った。(5月18日)（東京・麹町 東京FM JET STREAM）
- 「サンリオピューロランド ハートフルパレード ビリーヴ」に応援大使を務めるシュガーバニーズの誕生日のお祝いに出席、パレードに参加。知恵の木ステージでの新キャラグッズ発表会にも出席。4F館のレストランでのシュガーバニーズのバースデーパーティにもスペシャルゲストとして出席した。(5月28日)（東京・多摩市 サンリオピューロランド）
- 「第60回うえの夏まつり」協賛イベントとして「ジャイアントパンダ保護サポート基金普及イベント」に出席、トークイベントと新曲「パンダのゆめ」のお披露目イベントを行った。(8月7日)(東京・台東区上野・上野動物園西園「動物園ステージ」)　イベント前、同日に行われた「第60回うえの夏まつり」のパレードにも参加し、新曲「パンダのゆめ」を披露した。(8月7日)（東京・台東区上野）
- 映画「スター・ウォーズ・シリーズ」のブルーレイボックス「スター・ウォーズ　コンプリート・サーガ」発売記念セレモニーイベントに「Every Little Thing」の伊藤一朗と共に出席、エピソード4・5・6のヒロイン、レイア姫のコスプレ姿で登場した。(9月9日)（東京・青山）
- 映画「パラノーマル・アクティビティ3」なる本作の公開を前に、超常現象ハンターに任命され、浅草花やしきにオープンした期間限定アトラクション　お化け屋敷「パラノーマル・ハウス」でガールスカウトのユニホーム姿のコスプレで恐怖体験に挑んだ。(10月28日)（東京・台東区浅草　浅草花やしき）
- クリスマスキャンペーン「2011 Takashimaya Christmas made with SWAROVSKI ELEMENTS」の「クリスタルツリー」お披露目記念イベントに出席、「クリスタルツリー」の点燈式を行った。(11月16日)（東京・日本橋 日本橋高島屋本店）

2012年
- 東日本大震災復興応援イベント『集！（あつまれ）夢みるチカラ in 気仙沼2012』に久石譲、藤岡藤巻共に出演し、「パンダのゆめ」「崖の上のポニョ」を歌った。(3月20日)（宮城県・気仙沼市　気仙沼プラザホテル コンベンションホール飛天) [注 2]